# Clubiona puera
Clubiona puera este o specie de păianjeni din genul Clubiona, familia Clubionidae, descrisă de Nicolet, 1849. Conform Catalogue of Life specia Clubiona puera nu are subspecii cunoscute.